# 알티베이스
알티베이스(Altibase)는 대한민국의 알티베이스사에서 제작한 데이터베이스 관리 시스템(DBMS)이다.
알티베이스 버전3 까지는 순수한 인메모리(In-Memory) DBMS만 지원했지만 알티베이스 버전4부터는 인메모리(In-Memory) DBMS와 온디스크(On Disk) DBMS를 동시에 지원하는 하이브리드 (Hybrid) 형태의 DBMS로 변경되었다.
알티베이스 버전6부터는 제품명이 "Altibase HDB"로 변경되었는데, "HDB"는 하이브리드 DBMS (Hybrid DBMS)의 약자이다.
알티베이스 버전7부터는 샤딩(Shading) 기술이 적용되었다.
빠른 응답 처리가 가능한 인메모리(In-Memory) DBMS와 대용량 데이터 처리가 가능한 온디스크(On-Disk) DBMS를 동시에 사용할 수 있다는 장점을 가지고 있다.

## 역사
- 2023 ALTIBASE V7.3 출시
- 2023 누적 +700 customer, +8000 Reference
- 2018 누적 +650 customer, +6000 Reference
- 2016 Gartner Magic Quadrant for Operational DBMS로 등재
- 2015 중국 Fujian 모바일 우수 BSS로 선정
- 2012 병무행정 정보화 기여에 따른 표창 수상
- 2011 대한민국 기술대상 10대 신기술 선정 및 특별상 수상
- 2011 제10회 SW기업 경쟁력 대상 ‘大賞’ 수상
- 2010 신기술실용화 지식경제부 장관 표창
- 2009 중국지사 설립, 중국 빌링차이나 2009 중국 통신산업 우수제품상 수상
- 2007 세계일류상품 선정 (산업자원부)
- 2006 “ALTIBASE HDB v4.1” 제품 출시, 대한민국 SW대상 대통령상 수상 (행정자치부)
- 2005 중국 통신 시장 3사(차이나 텔레콤, 차이나 모바일 및 차이나 유니콤)에 제품 공급
- 2004 세계 최초의 Hybrid DBMS 아키덱쳐인 “ALTIBASE HDB v4.0” 제품, 산업자원부
- “2004 세계일류상품” 선정
- 2002 “ALTIBASE v3.0” 제품 출시
- 2001 국내 금융시장 구축 사례 확보
- 2000 “ALTIBASE v1.0” 제품 출시
- 1999 알티베이스 설립. ETRI(한국전자통신연구소)의 연구 과제에 기초한 100% 국산 기술로 설립

## 제품
- 메뉴얼 : https://github.com/ALTIBASE/Documents/tree/master/Manuals